# Dig Circus
Dig Circus fue una banda de rock alternativo Canadiense de los años 90. Aunque fueron populares en la escena de Toronto, la banda se separó a mediados de los 90 sin lograr mayor éxito.  Sorprendentemente, algunos años después, su canción "Wishing On a Sail" fue elegido por el canal de Televisión Nickelodeon para su serie Caitlin's Way.
Tras la desaparición del grupo,  Dave MacKinnon y Brian Poirier y de forma breve junto con Ron Hawkins se juntaron para fundar el grupo Hummer, de forma casi inmediata formaron a su vez una banda propia, The FemBots.
El batería Mark Hansen formó parte del nuevo proyecto creado por Hawkins, Ron Hawkins and the Rusty Nails. Hawkins recordó Dig Circus en su canción Lowest of the Low, "Esta canción trata de árboles y cometas".

## Discografía
- Shekkie II Electric Boogaloo (1991)
- Mr. Smartypants (1994)

- Datos: Q5275479